# Calvarula
Calvarula is een monotypisch geslacht van schimmels behorend tot de familie Phallaceae. Het geslacht bevat alleen de soort Calvarula excavata.